# Rejectaria atrax
Rejectaria atrax is een vlinder uit de familie van de spinneruilen (Erebidae). De wetenschappelijke naam van de soort werd voor het eerst geldig gepubliceerd in 1891 door Dognin.